# Leonardo Romero
Leonardo Andrés Romero (Rosario, 23 de agosto de 1991) es un futbolista argentino. Juega como guardameta y su actual equipo es el Club Atlético Los Andes de la Primera B (Argentina).

## Trayectoria

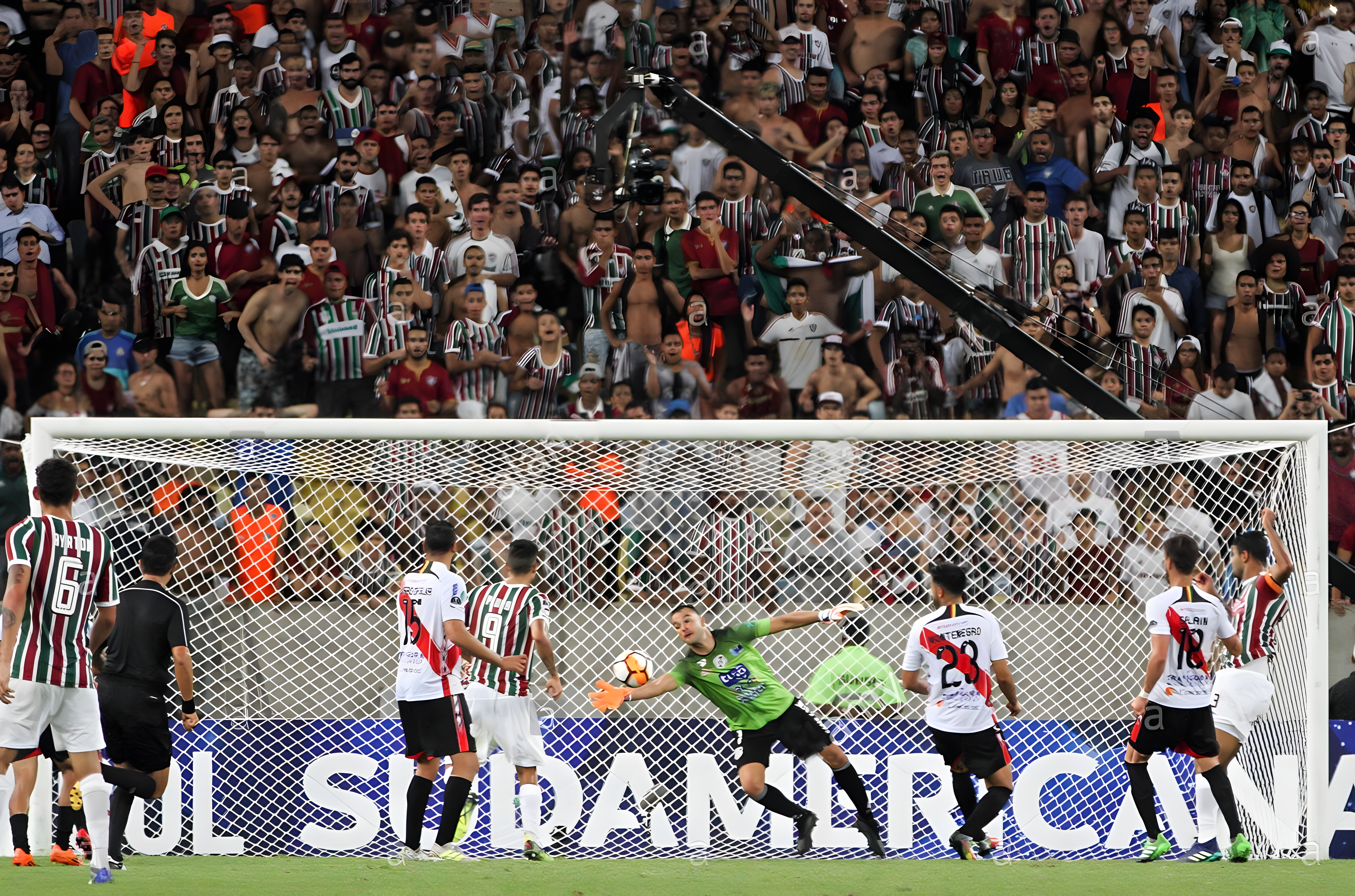
chino Romero en copa sudamericana fluminense vs nacional potosí

En marzo de 2018 llega al club Nacional Potosí, equipo con el que realiza su debut internacional en la Copa Sudamericana de ese mismo año. Enfrentando al Fluminense Football Club de Brasil en primera ronda de esta competición.
Luego de su paso por el fútbol boliviano, es cedido al Club Deportivo Universitario (Panamá) para afrontar el apertura de la LPF en Panamá
Finalmente en este 2020 retorna a Bolivia para defender los colores del Real Santa Cruz de la Primera División de Bolivia siendo así su actual club.

## Clubes
| Club                        | País      | Año               |
| --------------------------- | --------- | ----------------- |
| Juventud Antoniana de Salta | Argentina | 2016              |
| Central Córdoba (Rosario)   | Argentina | 2017              |
| Nacional Potosí             | Bolivia   | 2018              |
| Universitario Panamá        | Panamá    | 2019              |
| Real Santa Cruz             | Bolivia   | 2020              |
| 9 de Octubre                | Ecuador   | 2021              |
| Club Atlético Los Andes     | Argentina | 2022 - Actualidad |